# Plectris scopulata
Plectris scopulata är en skalbaggsart som beskrevs av Hermann Burmeister 1855. Plectris scopulata ingår i släktet Plectris och familjen Melolonthidae. Inga underarter finns listade i Catalogue of Life.